# Omvårdnadsprocessen
Omvårdnadsprocessen är en problemlösningsmetod som sjuksköterskor använder sig av för att ge omvårdnad till patienter. Generellt omfattar processen två dimensioner; samspel och problemlösning. 
Upplägget kan variera beroende på författare. 

## Processteg
1. Datainsamling
2. Diagnos
3. Planering
4. Genomförande
5. Utvärdering

Det första steget handlar om att göra en datainsamling över patientens och ibland även närståendes situation. När materialet är insamlat identifieras patientens omvårdnadsbehov, d.v.s. diagnos. Dessa kan bland annat vara att främja hälsa, minska lidande eller hjälpa patienten till egenvård. I nästa steg sker planering, det vill säga vilka mål man vill uppnå. Man kan använda sig av både delmål och mål som bör vara tidsbestämda och möjliga att utvärdera. I planeringen är det viktigt att vara lyhörd för vilket stöd som behövs och från vilken profession stödet skall komma, eller om individen kan med stöd eller självständigt arbeta för att nå målet. I nästa steg sker genomförande, man utför det som planerats. Efter de mål man ställt upp och på den tid det bör ha tagit sker i nästa steg utvärdering om resultaten. Slutligen når man tillbaka till processens första steg med datainsamling. Ibland behöver omvårdnadsprocessen omarbetas, t.ex. kan patientens situation ha ändrats, eller att resultaten inte blev som förväntat. Omvårdnadsprocessen är i ständig rotation och utveckling. Ofta sker flera omvårdnadsprocesser samtidigt.